# Лютянська Голиця
Лютя́нська Го́лиця (інші назви — Лютанська Голиця, Лаутанська Голиця) — гора в Українських Карпатах, у масиві Полонинський хребет (у північно-західній частині масиву). Розташована в межах Великоберезнянського району Закарпатської області, на південь від села Люта.
Висота 1374,9 м. Має форму вузького хребта, що простягається з південного сходу на північний захід. Північно-східні схили дуже круті. Підніжжя гори заліснені, вище — полонини.
На південний схід від гори розташований масив — Полонина Рівна.
На південному заході від гори бере початок річка Бистриця, ліва притока Лютянки.